# Skoki do wody na Letnich Igrzyskach Olimpijskich 2012 – trampolina 3 m indywidualnie kobiet
Konkurs skoków do wody z trampoliny 3 m kobiet podczas Letnich Igrzysk Olimpijskich 2012 rozegrany został między 3 a 5 sierpnia. Zawody rozgrywane były w Aquatics Centre.

## Format
Konkurencja ta jest rozgrywana w trzech rundach:
- Runda eliminacyjna: Wszystkie 30 zawodniczek wykonuje po 5 skoków; najlepsza 18 awansuje do półfinału.
- Półfinał: 18 zawodniczek wykonuje po 5 skoków; wyniki z eliminacji nie są brane pod uwagę, do finału awansuje 12 najlepszych zawodniczek.
- Finał: 12 zawodniczek wykonuje po 5 skoków, wyniki z poprzednich rund nie są brane pod uwagę w ostatecznej klasyfikacji[1]

## Terminarz
Czas UTC+01:00
| Data                      | Godzina | Runda      |
| ------------------------- | ------- | ---------- |
| Piątek 3 sierpnia 2012    | 14:30   | Eliminacje |
| Sobota 4 sierpnia 2012    | 14:30   | Półfinał   |
| Niedziela 5 sierpnia 2012 | 19:00   | Finał      |

## Wyniki
Wyniki:
| Pozycja | Zawodniczka            | Eliminacje | Eliminacje | Półfinał | Półfinał | Finał   | Finał   | Finał   | Finał   | Finał   | Finał        | Finał   |
| Pozycja | Zawodniczka            | Punkty     | Pozycja    | Punkty   | Pozycja  | Skok 1  | Skok 2  | Skok 3  | Skok 4  | Skok 5  | Suma punktów | Pozycja |
| ------- | ---------------------- | ---------- | ---------- | -------- | -------- | ------- | ------- | ------- | ------- | ------- | ------------ | ------- |
| złoto   | Wu Minxia              | 387.75     | 1          | 394.40   | 1        | 79.50   | 79.75   | 85.25   | 84.00   | 85.50   | 414.00       | 1       |
| srebro  | He Zi                  | 363.85     | 2          | 354.50   | 3        | 76.50   | 83.70   | 78.00   | 76.50   | 64.50   | 379.20       | 2       |
| brąz    | Laura Sánchez          | 320.15     | 9          | 336.50   | 7        | 70.50   | 67.50   | 75.00   | 74.40   | 75.00   | 362.40       | 3       |
| 4       | Tania Cagnotto         | 349.80     | 3          | 362.10   | 2        | 76.50   | 69.00   | 68.20   | 72.00   | 76.50   | 362.20       | 4       |
| 5       | Sharleen Stratton      | 342.70     | 5          | 327.60   | 9        | 70.5    | 67.50   | 66.65   | 69.00   | 72.00   | 345.65       | 5       |
| 6       | Jennifer Abel          | 344.15     | 4          | 353.25   | 4        | 66.00   | 77.50   | 55.50   | 72.00   | 72.00   | 343.00       | 6       |
| 7       | Cassidy Krug           | 320.10     | 10         | 345.60   | 5        | 72.00   | 72.85   | 70.50   | 72.00   | 55.50   | 342.85       | 7       |
| 8       | Christina Loukas       | 330.45     | 7          | 339.75   | 6        | 69.00   | 64.50   | 66.00   | 65.10   | 67.50   | 332.10       | 8       |
| 9       | Olena Fiedorowa        | 308.70     | 14         | 314.70   | 12       | 65.80   | 63.00   | 63.00   | 61.50   | 64.50   | 317.80       | 9       |
| 10      | Anna Lindberg          | 318.60     | 11         | 319.80   | 10       | 63.00   | 55.80   | 67.50   | 67.50   | 63.00   | 316.80       | 10      |
| 11      | Jaele Patrick          | 289.65     | 18         | 315.60   | 11       | 67.50   | 63.00   | 60.00   | 58.90   | 60.00   | 309.40       | 11      |
| 12      | Émilie Heymans         | 337.20     | 6          | 331.35   | 8        | 67.50   | 46.20   | 72.00   | 58.50   | 51.00   | 295.20       | 12      |
| 13      | Hannah Starling        | 298.95     | 17         | 313.95   | 13       | Odpadła | Odpadła | Odpadła | Odpadła | Odpadła | Odpadła      | Odpadła |
| 14      | Nora Subschinski       | 311.70     | 12         | 313.20   | 14       | Odpadła | Odpadła | Odpadła | Odpadła | Odpadła | Odpadła      | Odpadła |
| 15      | Francesca Dallapé      | 311.25     | 13         | 312.60   | 15       | —       | —       | —       | —       | —       | —            | —       |
| 16      | Katja Dieckow          | 303.90     | 15         | 312.50   | 16       | —       | —       | —       | —       | —       | —            | —       |
| 17      | Nadieżda Bażina        | 325.00     | 8          | 310.70   | 17       | —       | —       | —       | —       | —       | —            | —       |
| 18      | Rebecca Gallantree     | 299.25     | 16         | 267.10   | 18       | —       | —       | —       | —       | —       | —            | —       |
| 19      | Anastasija Pozdniakowa | 286.50     | 19         | —        | —        | —       | —       | —       | —       | —       | —            | —       |
| 20      | Cheong Jun Hoong       | 272.45     | 20         | —        | —        | —       | —       | —       | —       | —       | —            | —       |
| 21      | Hanna Pismienska       | 271.50     | 21         | —        | —        | —       | —       | —       | —       | —       | —            | —       |
| 22      | Flóra Gondos           | 266.45     | 22         | —        | —        | —       | —       | —       | —       | —       | —            | —       |
| 23      | Jocelyn Castillo       | 266.00     | 23         | —        | —        | —       | —       | —       | —       | —       | —            | —       |
| 24      | Ng Yan Yee             | 257.85     | 24         | —        | —        | —       | —       | —       | —       | —       | —            | —       |
| 25      | Nóra Barta             | 257.70     | 25         | —        | —        | —       | —       | —       | —       | —       | —            | —       |
| 26      | Fanny Bouvet           | 257.10     | 26         | —        | —        | —       | —       | —       | —       | —       | —            | —       |
| 27      | Marion Farissier       | 248.70     | 27         | —        | —        | —       | —       | —       | —       | —       | —            | —       |
| 28      | Juliana Veloso         | 241.15     | 28         | —        | —        | —       | —       | —       | —       | —       | —            | —       |
| 29      | Arantxa Chávez         | 225.45     | 29         | —        | —        | —       | —       | —       | —       | —       | —            | —       |
| 30      | Jenifer Benítez        | 224.60     | 30         | —        | —        | —       | —       | —       | —       | —       | —            | —       |